# クロロプレン
クロロプレン(Chloroprene)は、化学式が CH2=CCl-CH=CH2 のジエンである。IUPAC名は2-クロロ-1,3-ブタジエンである。
無色の液体で、特有の臭気を有する。水に難溶、有機溶媒に易溶。重合して過酸化物を作りやすいため、通常はヒドロキノンやフェノチアジンなどの抑制剤が加えられる。引火性が高く、刺激性も強い。
アセチレンの二量化によって得られるビニルアセチレンへの塩化水素の付加，または
ブタジエンの塩素化で得られるジクロロブテンの脱塩酸によって合成される。
クロロプレンゴム（ネオプレン）の原料である。
日本では毒物及び劇物取締法により劇物に、消防法により危険物第4類に指定されている。